# Росія-24
Росія-24 (рос. Россия-24) — загальноросійський пропагандистський інформаційний цілодобовий телеканал. Входить до складу Всеросійської державної телевізійної і радіомовної компанії. Почав мовлення у липні 2006 року під назвою «Вісті» (рос. Вести). Є основним каналом для поширення російської пропаганди. ЗМІ заборонено до мовлення у Євросоюзі.

## Історія
За неофіційною інформацією, роботи зі створення окремого інформаційного телеканалу велися ще з 2003 року.
- 15 травня 2006 року — на зустрічі в Сочі з приводу 15-річчя ВГТРК генеральний директор холдингу Олег Добродєєв пообіцяв президенту Путіну запустити інформаційний телеканал[3] * 1 липня 2006 року в 19:00 за московським часом почалася трансляція каналу в базовому пакеті НТВ-Плюс. * 13 жовтня 2006 року — в ефір вийшов перший випуск програми Весті.net.[4]
- 1 січня 2007 року — початок ефірного мовлення. Першим містом стала Тюмень, 1 лютого 2007 року — Орел, 5 лютого 2007 року — Воронеж, влітку 2007 року близько 40 регіонів.
- 7 лютого 2008 року — початок мовлення на західному узбережжі США.[5]
- 19 травня 2008 року — починається безкоштовне розповсюдження сигналу телеканалу у кабельних мережах Сербії.[6]
- 9 жовтня 2008 року — початок мовлення на ефірній частоті у Киргизстані.[7]
- 17 листопада 2008 року — телеканал увійшов до трійки найвпливовіших засобів масової інформації.[8]
- 18 листопада 2008 року — телеканал став лауреатом конкурсу «Найкраща телекомпанія року», проведеного Національною асоціацією телерадіомовників.[9]
- 15 жовтня 2009 року — телеканал став лауреатом премії «Золотий промінь» в номінації «Інформаційний канал».[10]
- 20 листопада 2009 року — на церемонії Hot Bird TV Awards телеканал отримав спеціальний приз Eutelsat.[11]
- 1 січня 2010 року — опівночі за московським часом, після новорічного звернення президента РФ, змінив назву на «Росія-24».
- 15 березня 2010 року — змнилося ефірне оформлення, стилізоване під оновлений бренд.
- Квітень 2011 року — оновлення стилю, розпочате взимку 2010-11 року.
- 1 липня 2011 року — 5-річчя телеканалу.
- Вересня 2011 року — оновлення заставок каналу. На нових заставках переважають блакитні квадрати і помаранчеве сяйво.
- Березень 2014 року — під час російської окупації Криму телеканал захопив частоти місцевої «Чорноморської телерадіокомпанії», яка володіє ліцензіями на ці частоти до жовтня 2015, трансляцію якої 3 березня було силою зупинено.[12]

## Програми
- «Вести» — головна інформаційна програма. Виходить кожні півгодини.
- «Весті.Економіка» — огляд головних економічних подій дня. Виходить два рази протягом години.
- «Вести. Культура» — огляд культурних подій. Готується власної інформаційної службою телеканалу «Росія 24».
- «Вести. Регіон» — огляд подій з регіонів. Готується регіональними відділеннями ВГТРК.
- «Вести. Спорт» — огляд спортивних подій. Готується інформаційною службою телеканалу «Росія-2».
- «Вести. Погода» — прогноз погоди в найбільших містах країни.
- «Вести. Net» — огляд подій з життя Інтернету. По буднях розповідає про головну подію дня, а по вихідних Олександр Плющев підводив підсумки тижня. Після звільнення Олександра Плющева програму веде Павло Кушелєв.
- «Вести Підмосков'я» — щотижнева програма про події в Московській області. Готується телекомпанією «Подмосковье».
- «Вести Співдружності» — новини країн СНД. Готується міждержавної ТРК «Мир».
- «Без коментарів» — відеохроніка деяких головних чи незвичайних подій дня.
- «Індустрія кіно» — авторська програма Івана Кудрявцева про кіноіндустрії.
- «Космонавтика» — репортажі про підготовку до космічних польотів і найважливішим досягненням в сфері космонавтики. Готується телестудією Роскосмоса.
- «Медіаіндустрія» — розповідає про те як влаштовані книжкові видавництва, газети, журнали, радіостанції і телеканали, Інтернет-ЗМІ.
- «Моя планета» — блок програм однойменного каналу ВГТРК.
- «Парламентський час» — огляд головних подій з життя Державної Думи Росії.
- «Пульс» — огляд найважливіших подій у галузі медицини. Ведучий — Олександр Малих.
- «Репліка» — публіцистична рубрика, в якій Максим Соколов та Олександр Привалов міркують про важливу подію дня.
- «Російські технології» — програма про останні розробки російської оборонної промисловості та машинобудування. Проводиться спільно з держкорпорацією «Ростехнології».
- «СНД» — огляд головних подій у країнах пострадянського простору. Ведучий — Кирило Танаєв.
- «Події тижня» — огляд найбільш запам'яталися подій тижня, що минає.
- «Страхове час» — щотижнева програма про страхування. Проводиться спільно з компанією «Росгосстрах». Ведучий — Андрій Батурин.
- «Церква і світ» — актуальні події суспільного і церковного життя. Ведучий — архієпископ Волоколамський Іларіон, голова Відділу зовнішніх церковних зв'язків Московського Патріархату.
- «PROтурізм» — вона присвячена розвитку внутрішнього туризму в Росії. Ведучі — Ганна Кастерова та Олександр Радьков керівник Федеральне агентство з туризму.

## Ведучі
- Ольга Башмарова (06:00-09:00 щодня)
- Катерина Грінчевського (09:00-11:00, 13:00-15:00 будні, 09:00-13:00 вихідні)
- Марат Кашин (11:00-13:00, 15:00-17:00 будні, 13:00-17:00 вихідні)
- Георгій Каптелін (17:00-19:00, 21:00-23:00 будні, 17:00-21:00 вихідні)
- Дмитро Шугорев (19:00-21:00, 23:00-01:15 будні, 21:00-01:15 вихідні)
- Олена Бітюкова (06:00-09:00 щодня)
- Ірина Россіус (09:00-11:00, 13:00-15:00 будні, 09:00-13:00 вихідні)
- Ганна Шнайдер (11:00-13:00, 15:00-17:00 будні, 13:00-17:00 вихідні)
- Віра Серебровська (17:00-19:00, 21:00-23:00 будні, 17:00-21:00 вихідні)
- Іван Кудрявцев (19:00-21:00, 23:00-01:15 будні, 21:00-01:15 вихідні)

## Мовлення

### Міста з аналоговим ефірним мовленням
- Архангельськ 5
- Астрахань 11
- Барнаул 36
- Боровичі 32
- Брянськ 10
- Великий Новгород 11
- Владивосток 2 (ретранслюється місцевою телекомпанією РВК)
- Володимир 2
- Владикавказ 2
- Волгоград 8
- Вороніж 33
- Єкатеринбург 34 (спільно з телекомпанією АТН)
- Іжевськ 51
- Йошкар-Ола 25
- Казань 27
- Калінінград 6
- Кемерово 30
- Новокузнецьк 39
- Кострома 10
- Комсомольськ-на-Амурі 3 (спільно з НТВ)
- Краснодар 28
- Красноярськ 34 (Афонтово-новини)
- Курган 12 (з 16 до 22)
- Ленінськ-Кузнецький 35
- Лівни 51
- Липецьк 12 (спільно з місцевою ДТРК, РЕН ТВ і «ТК ТВК Липецьк»)
- Майкоп 24
- Махачкала 1
- Нижній Новгород 4
- Нижній Тагіл 47
- Новодвінськ 5
- Новосибірськ 3
- Орел 9
- Перм 12
- Ростов-на-Дону 35 (з 17 до 24)
- Рязань 9
- Саратов 12
- Смоленськ 30
- Тамбов 5
- Томськ 27
- Тюмень 49
- Улан-Уде 5
- Уфа 29
- Чебоксари 40
- Челябінськ 52
- Еліста 33
- Якутськ 12

### Міста з цифровим ефірним мовленням
- Абакан 24
- Барнаул 27
- Благовєщенськ 34
- Єкатеринбург 22
- Калінінград 47
- Казань 36
- Канськ 23
- Красноярськ 34 (Афонтово-новини)
- Курган 22
- Курськ 24
- Москва та Московська область 30
- Сургут 50
- Хабаровськ 30
- Санкт-Петербург 35

В інших містах телеканал мовить як обов'язковий телеканал в базовому пакеті кабельного аналогового і цифрового телебачення.
Телеканал «Росія-24» входить до складу першого мультиплексу цифрового телебачення DVB-T2.

### Мовлення з супутників
| Супутник              | Частота | Поляризація | Швидкість | FEC      | Формат |
| --------------------- | ------- | ----------- | --------- | -------- | ------ |
| Експрес-А4 @ 14,0°W   | 3625    | права       | 16200     | 3/4      | MPEG-4 |
| Експрес-АМ2 @ 40,0°E  | 10967   | вертикальна | 20000     | 3/4      | MPEG-4 |
| Ямал 202 @ 49,0°E     | 3706    | ліва        | 34075     | 3/4      | MPEG-2 |
| Intelsat 904 @ 60,0°E | 11675   | вертикальна | 29700     | 2/3 8PSK | MPEG-4 |
| Ямал 201 @ 90,0°E     | 11093   | вертикальна | 26470     | 3/4      | MPEG-2 |
| Експрес-АМ33 @ 96,5°E | 11484   | вертикальна | 11160     | 2/3 8PSK | MPEG-4 |
| Експрес-А2 @ 103,0°E  | 3627    | права       | 16200     | 3/4      | MPEG-4 |
| Експрес-АМ3 @ 140,0°E | 3467    | права       | 12581     | 3/5 8PSK | MPEG-4 |

## Нагороди та премії
- 18 листопада 2008 — телеканал став лауреатом конкурсу «Найкраща телекомпанія року», проведеного Національною асоціацією телерадіомовників[13].
- 26 вересня 2009 — телеканал став лауреатом премії «ТЕФІ-2009» у номінації «Спеціальний приз Академії Російського Телебачення»[14][15].
- 15 жовтня 2009 — телеканал став лауреатом премії «Золотий промінь» в номінації «Інформаційний канал»[16].
- 20 листопада 2009 — на церемонії Hot Bird TV Awards телеканал отримав спеціальний приз Eutelsat[17].
- 9 грудня 2012 — телеканал став переможцем Всеросійського конкурсу журналістських робіт у рамках IV Всеросійського фестивалю з тематики безпеки і порятунку людей МНС Росії «Сузір'я мужності» в номінації «Найкращий документальний фільм або репортаж» за фільм «Москва, МНС. Як все починалося»[18].
- 6 грудня 2013 — переможцями Всеросійського конкурсу журналістських робіт у рамках V Всеукраїнського фестивалю з тематики безпеки і порятунку МНС Росії «Сузір'я мужності» стали: в номінації «За професійне висвітлення діяльності МНС РФ» — головний редактор Євген Бекасів, в номінації «За професійні журналістські якості та інформаційну підтримку МНС РФ» — журналіст і ведуча Катерина Гринчевская[19].

## Критика та заборона мовлення в Україні та Молдові
Після створення каналу, медіаексперти оцінювали телеканал як такий, що є політичним проектом і який впливатиме на громадську думку перед парламентськими і президентськими виборами у РФ 2007 і 2008 років.
Канал активно використовується для пропаганди РФ проти України. Є забороненим до трансляції на території Молдови. Неодноразово неправдиві «новини» викривались авторитетними джерелами. Щоправда, канал ніяк не реагує на подібні питання.

### Висвітлення війни в Україні
На думку Єлизавети Сурганової і Костянтина Бенюмова з Lenta.ru, під час Революції гідності «Росія-24» відійшла від нейтральної позиції. У етері повідомлялося, що на Майдані «діють провокатори», а підрозділи «Беркута» — «єдине, що не дає перерости цього в громадянську війну». Всіх загиблих 20 лютого на Інститутській «Росія-24» назвала «бойовиками». Журналіст телеканалу зазначив, що не розуміє, навіщо їх тіла показують в ефірі українські ЗМІ, але додав, що, «можливо, вони намагаються викликати жалість західних політиків». Канал звинувачував іноземні ЗМІ в дизбалансі думок і тиску на українську владу.
20 лютого 2014 року під час висвітлення Євромайдану за коментарем щодо ситуації у Криму журналісти звернулися до депутата Верховної ради АР Крим Леоніда Пілунського (заступника голови фракції «Курултай-Рух»). Опозиційний депутат критично відгукнувся про владну на той час Партію регіонів і вказав, що в автономії немає жодних заворушень і лише місцева влада займається нагнітанням ситуації. За півтори хвилини його промова зникла з ефіру посередині фрази, а ведуча, що запнулася, пояснила це проблемами зі зв'язком. Сам кримський парламентар пізніше розповів про те, що під час розмови з ним телевізійники «просто кинули слухавку, нічого не пояснивши».

### Заборона мовлення на території України
24 липня 2014 року Національна рада України з питань телебачення і радіомовлення оголосила, що зміст програм каналів «Перший канал. Всесвітня мережа», «РТР-Планета», «Росія-24», «НТВ-Мир», TVCI (ТВ-Центр International), «Росія-1», НТВ, ТНТ, «П'ятий канал», «Зірка», Рен-ТВ, LifeNews, RT, РБК-ТБ не відповідає вимогам Європейської конвенції про транснаціональному телебаченні і ч. 1 ст. 42 закону України «Про телебачення і радіомовлення», тим самим заборонивши їх трансляцію на території України.
Обмеження мовлення російських каналів в Україні було розкритиковано як керівництвом Росії, так і самими каналами. МЗС Росії назвав відключення російських телеканалів наступом на свободу ЗМІ, а гендиректор «Першого каналу» Костянтин Ернст закликав українську владу скасувати рішення, яке «суперечить нормам міжнародного права та інтересам абонентів».
Неоднозначно це рішення сприйнято і в Європі — представник ОБСЄ зі свободи ЗМІ Дунья Міятович називала призупинення мовлення обмеженням свободи слова. Проте пізніше Міятович заявила, що така практика може бути обґрунтованою, якщо вона служить «захист фундаментальних цінностей». МЗС РФ закликав Міятович уникати у своїй діяльності подвійні стандарти і вибіркового підходу.
У вересні 2015 року канал «Росія-24» включений до списку санкцій України. Санкції передбачають блокування активів і призупинення виконання економічних і фінансових зобов'язань з боку України.

### Висвітлення подій у Вірменії

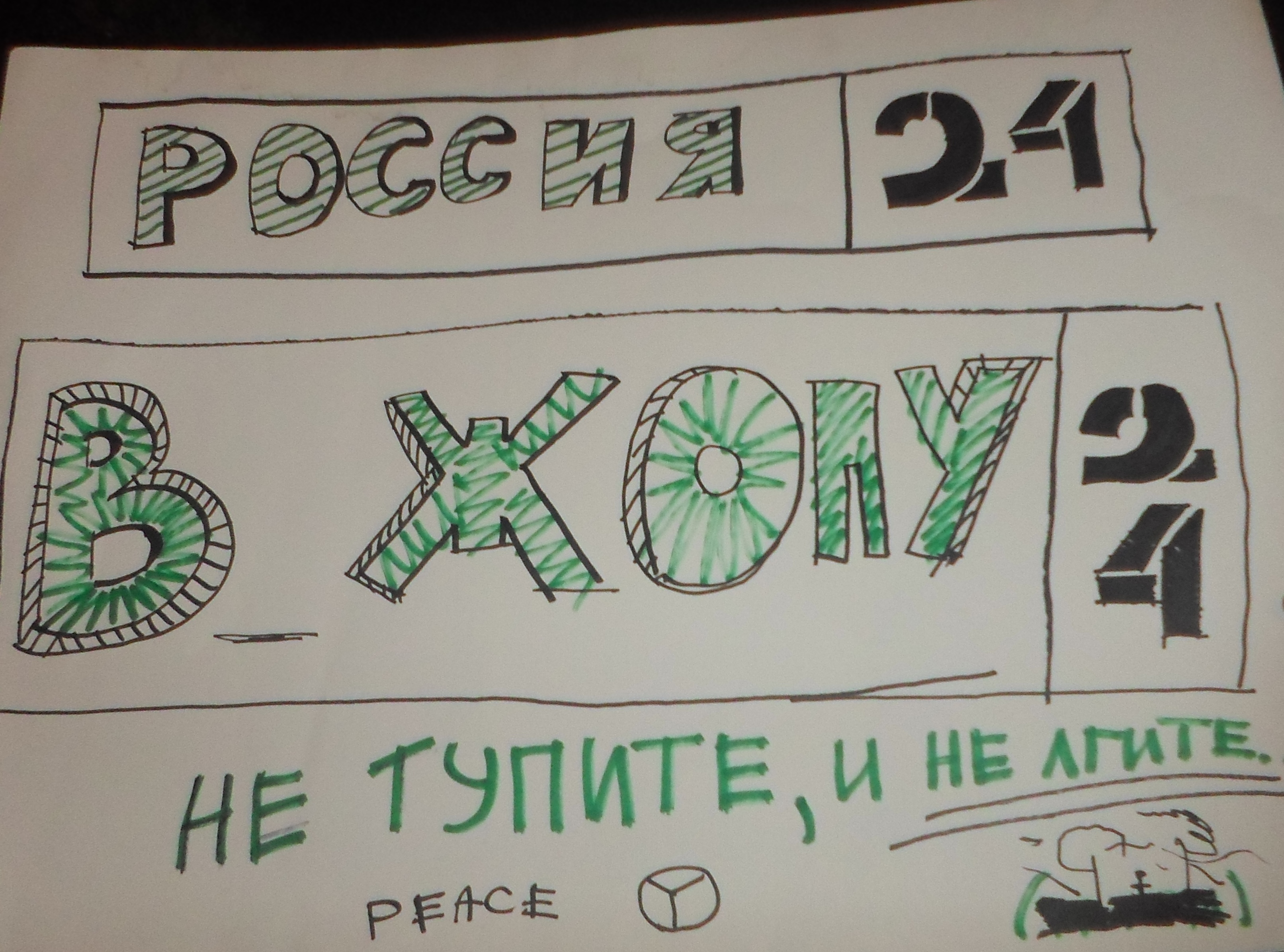
Звинувачення у брехні під час протестів у Вірменії

Звинувачення у спотворення фактів відбувалось також під час протестів у Вірменії, зокрема, 26 лютого в ефірі телеканалу «Росія 24» пролунав наклепницький матеріал, підготовлений російським журналістом і присвячений «геноциду» азербайджанців в Ходжали.

### Депортація журналістів
У березні 2016 року знімальна група телеканалу без акредитації відвідувала «Форум вільної Росії» у Вільнюсі, і некоректно спілкувалася з його учасниками. Через це організатори викликали поліцію, і чотирьох російських журналістів було включено до списку небажаних осіб і вислано з країни із забороною на в'їзд. У грудні 2019 року ЄСПЛ відхилив скаргу російських журналістів («Зарубін та інші проти Литви») на дії Литви, влада якої змогла продемонструвати необхідність і пропорційність цих заходів питанням національної безпеки.

## Логотип
Телеканал змінив 3 логотипа. Нинішній — 4-й за рахунком.

Перший логотип телеканалу «Вести» з 1 липня 2006 року по 2 жовтня 2007 року
Другий логотип телеканалу «Вести» з 3 жовтня 2007 року по 31 грудня 2009 року
Третій логотип телеканалу «Росія-24» з 1 січня 2010 року по 19 квітня 2011 року
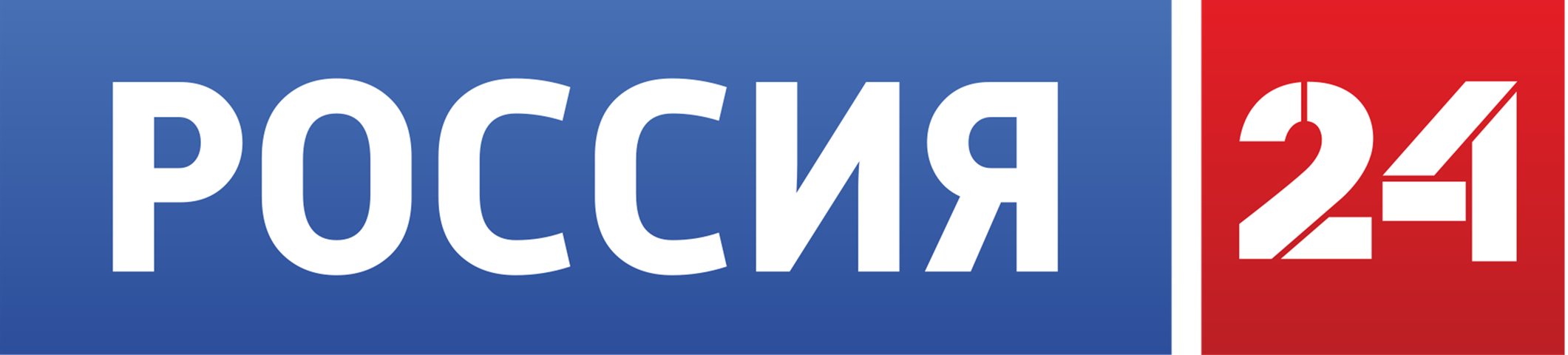
Четвертий логотип телеканалу «Росія-24» з 20 квітня 2011 року по сьогодення